# Територія Гаваї
Територія Гаваї (англ. Territory of Hawaii, гав. Panalāʻau o Hawaiʻi) — інкорпорована організована територія США, що існувала з 7 липня 1898 року по 21 серпня 1959 року.

## Історія
В 1893 році в результаті перевороту була повалена королева Ліліуокалані, і Комітет безпеки, очолюваний Лорріном Терстоном, створив Тимчасовий уряд Гаваїв, який мав керувати островами до очікуваної їх анексії Сполученими Штатами.
Процес анексії призупинився, коли в тому ж році Бенджаміна Гаррісона змінив на посаді президента США Стівен Клівленд. Керуючись своїми антиімперіалістичними переконаннями, він призначив розслідування обставин перевороту і порекомендував повернути владу Ліліуокалані. Подальше розслідування, проведене конгресом США, призвело до появи Звіту Моргана, який виправдовує США щодо співучасті у перевороті.
В 1897 році Стівена Клівленда на посаді президента США змінив Вільям Мак-Кінлі, який виступав за посилення ролі США на міжнародній арені. 7 липня 1898 року Мак-Кінлі підписав Резолюцію Ньюлендса, згідно з якою Гаваї анексувалися Сполученими Штатами. Відповідно до резолюції, була утворена комісія з п'яти чоловік для вивчення питання про те, які закони потрібні Гаваям. Заключний звіт комісії був переданий до конгресу для обговорення, яке тривало цілий рік. Обурення конгресу полягало в тому, що створення виборного уряду на Гаваях призвело б до появи у складі США штату, в якому білі не складали б більшості.
Нарешті, конгрес погодився на те, щоб уряд Гаваїв обирався місцевим населенням, і в 1900 році Мак-Кінлі підписав «Акт про надання уряду Території Гаваї» (також відомий як «Гавайський Органічний Акт»). Відповідно до Органічного Акту, створювалися
- інститут губернатора Території, який призначається чинним президентом США;
- двопалатний Законодавчий орган Території, що складався з обраних Палати представників і Сенату;
- Верховний суд.

В Палаті представників США Територію Гаваї представляв один делегат, котрий не мав права голосу.
В 1935 і 1937 роках Конгрес США приступав до обговорення питання про входження Гаваїв до складу США як штату, але обидва рази цей процес «торпедувався» представниками південних штатів, яким було неприпустимо, щоб територія, на якій біле населення не становить більшості (не мали переваги для голосування), отримала б ті ж права, що і континентальні штати.
В 1940 році, це питання було поставлено на голосування на Гаваях, і дві третини населення Території проголосувало «за».
Після японської атаки на Перл-Гарбор 7 грудня 1941 року на Гаваях було введено військовий стан. Була призупинена діяльність Конституції Території, законодавчі і судові органи розпущені на невизначений термін, а вся влада перейшла до Військового губернатора. Закони вводилися в дію Спільними розпорядженнями (General Orders), а замість судів діяли військові трибунали. Воєнний стан на Гавайських островах було скасовано через 3 роки, аж у 1944 році.
Після закінчення Другої світової війни питання про входження Гаваїв на правах штату США було поставлено знову, і на цей раз Гаваї були підтримані навіть рядом континентальних штатів. Аргументи були очевидні:
- Гаваї бажали мати можливість самостійно обирати губернатора;
- Гаваї бажали мати можливість брати участь у виборах президента США;
- Гаваї бажали покласти край неможливості голосувати в Конгресі з питань податків;
- Гаваї взяли на себе перший удар війни;
- Гавайське населення, яке не належить до білої раси (особливо японці), довело свою лояльність, воюючи на Європейському театрі військових дій;
- 90% населення Гаваїв становили громадяни США, більшість з них народилися на території США.

Одразу після Другої світової війни на Гаваях стався ряд великих страйків; в 1949 році в результаті одного з них Гаваї не приймали кораблі протягом 177 днів. Загальні страйки, акти громадянської непокори і вуличні протести наростали, досягнувши піку на початку 1950-х років. В американській літературі цей процес називають «демократичною революцією 1954 року».
В 1956 році представником Гаваїв в Конгресі США було обрано поліцейського офіцера Джона Бернса, який переміг за рахунок голосів філіппінців та японців з США. Прибувши до Вашингтону, Бернс почав вербувати союзників серед лідерів Конгресу і губернаторів штатів. Його найбільше досягнення полягало в тому, що він зумів переконати лідера більшості в Сенаті Ліндона Джонсона, що Гаваї готові стати штатом.
У березні 1959 року обидві палати конгресу США прийняли Акт про прийняття Гаваїв, і підпис президента Дуайта Ейзенхауера зробив його законом (при цьому, за цим Актом, зі складу штату був виключений атол Пальміра, який раніше входив як в Гавайське королівство, так і в Територію Гаваї). 27 червня жителі Гаваїв на референдумі погодилися з входженням до складу США на правах штату. Проголошення Гаваїв штатом США відбулося 21 серпня 1959 року.
В 1993 році Конгрес США прийняв Закон 103—150, відомий як «Пробачлива резолюція», в якому визнавалося, що повалення Королівства Гаваї було незаконним, все це відбулося за активної участі громадян США, а корінні гавайці ніколи не відмовлялися від свого суверенітету ні через очільника держави, ні через референдум. Конгрес приніс свої вибачення гавайському народу через порушення його права на самовизначення.